# 四硫代钒酸铵
四硫代钒酸铵是一种无机化合物，化学式为(NH4)3VS4。

## 化学性质
和其它铵盐一样，四硫代钒酸铵受热会分解。其在氮气中的分解反应如下：
{\displaystyle {\ce {2 (NH4)3VS4 -> 6 NH3 ^ + 3 H2S ^ + V2S5}}}
{\displaystyle {\ce {V2S5 -> V2S3 + 2 S}}}

## 衍生物
四烃基硫代钒酸铵[(NR4)3VS4]是已知的，如[(C8H17)3CH3N]3VS4。